# II tysiąclecie n.e.
I tysiąclecie n.e. II tysiąclecie n.e. III tysiąclecie n.e. XI wiek XII wiek XIII wiek XIV wiek XV wiek XVI wiek XVII wiek XVIII wiek XIX wiek XX wiek

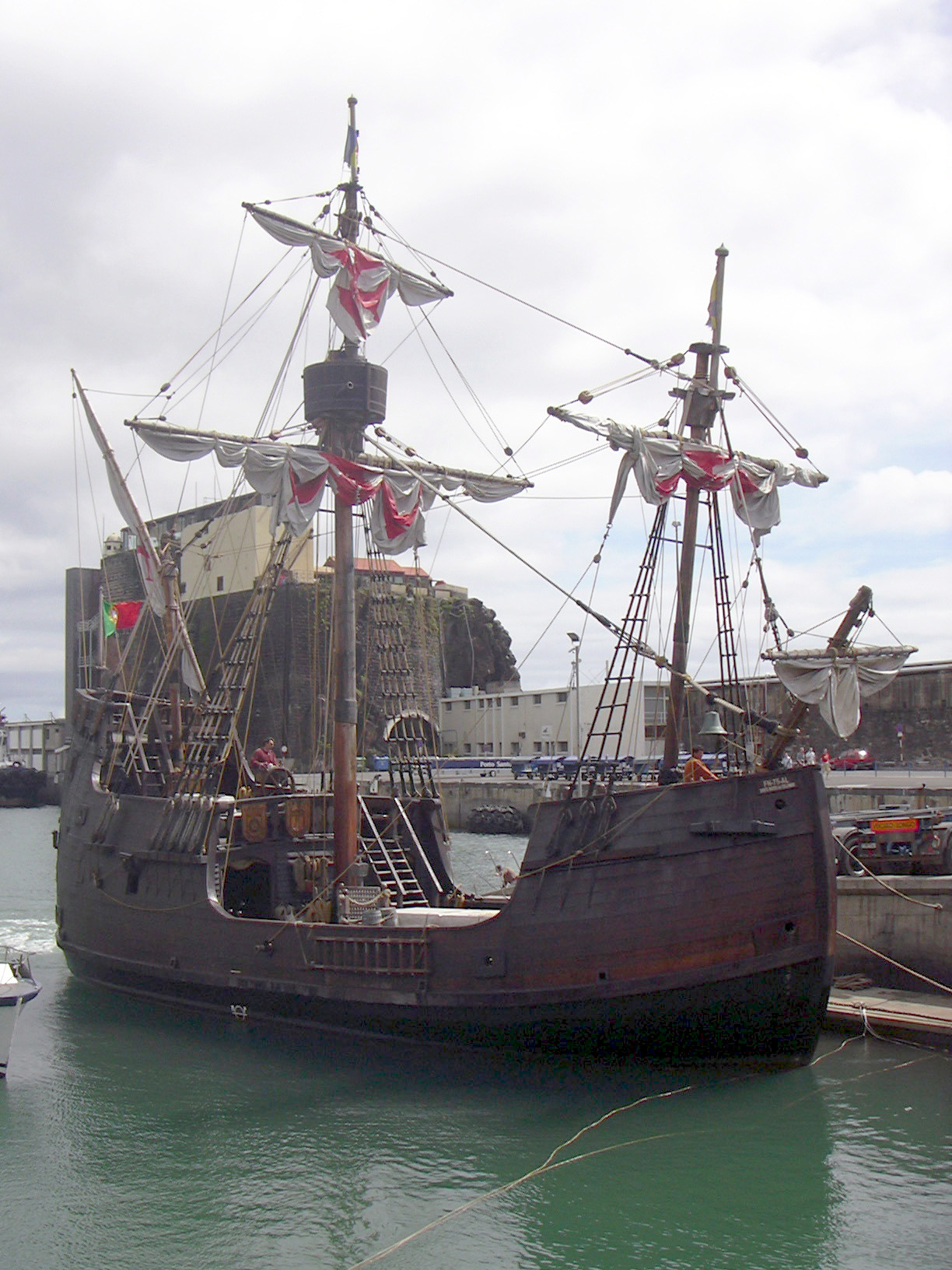
Replika statku Santa María

Drugie tysiąclecie naszej ery – okres rozpoczynający się według kalendarza juliańskiego 1 stycznia 1001 roku i kończący się 31 grudnia 2000 roku.
Drugie tysiąclecie naszej ery obejmuje dojrzałe i późne średniowiecze, renesans, kolonializm, industrializację, rozwój państw narodowych, kończy się w XX wieku gwałtownym rozwojem nauki, edukacji i opieki medycznej.

## Cywilizacje
Cywilizacje w tej sekcji są podzielone według United Nations geoscheme.
| Afryka                                                             | Ameryka                                                  | Azja | Europa | Oceania |
| ------------------------------------------------------------------ | -------------------------------------------------------- | --- | --- | ------- |
| - Fatymidzi - Imperium Mali - Sułtanat mameluków - Państwo Songhaj | - Aztekowie - Państwo Inków - Stany Zjednoczone - Kanada | - Imperium Sikh - Imperium Khmerskie - Księstwo Pagan - Ćolowie - Goryeo - Dynastia Song - Cesarstwo Hojsala - Wielcy Seldżucy - Imperium mongolskie - Dynastia Yuan - Dynastia Ming - Imperium Vijayanagara - Dynastia Qing | - Cesarstwo Bizantyńskie (330–1453) - Ruś Kijowska - Imperium Osmańskie (1299–1922) - Królestwo Anglii - Święte Cesarstwo Rzymskie - Królestwo Francuskie - Francuskie imperium kolonialne (1605–1960) - Królestwo Węgier - Korona Aragońska - Królestwo Kastylia-León - Królestwo Polskie - Imperium Hiszpańskie (1402–1975) - Portugalskie imperium kolonialne (1415–1975) - Cesarstwo Austriackie (1526–1918) - Imperium brytyjskie (1583–1981) |         |

## Wydarzenia
Wydarzenia w tej sekcji są podzielone według United Nations geoscheme.
|            | Afryka | Ameryka | Azja | Europa | Oceania |
| ---------- | --- | --- | --- | --- | --- |
| XI wiek    | 1054 Ustanowienie dynastii Almorawidów 1060 Państwo Kanem przyjmuje Islam 1075 Almorawidzi zdobywają Ghanę                                                                                               | 1000 Cahokia (dzisiaj w stanie Illinois w USA) staje się centrum Kultury Missisipi | 1008 Ukończenie Opowieści o Księciu Promienistym 1005 Podpisanie Traktatu z Shanyuan 1044 Opublikowanie przepisu na proch strzelniczy     | 1054 Wielka schizma wschodnia dzieli kościół chrześcijański 1088 Założenie pierwszego uniwersytetu 1095 Pierwsza wyprawa krzyżowa | |
| XII wiek   | 1143 Dynastia Almohadów przejmuje kontrolę nad Almorawidami 1171 Po śmierci kalifa Fatymidów Saladyn przejmuje władzę w Egipcie i zakłada dynastię Ajjubidów 1173 Ajjubidzi zdobywają Qasr Ibrim w Nubii | 1100 Toltekowie zakładają stolicę w Tula 1124 Arnaldur nominowany na pierwszego biskupa Grenlandii 1175 Upadek cywilizacji Tolteków                                                                           | 1117 Kompas magnetyczny jest używany na morzu 1120 Meng Yuanlao opisuje czterogwiazdkowe jadłodajnie w Kaifeng 1150 Zbudowanie Angkor Wat | 1169 Awerroes tłumaczy dzieła Arystotelesa                                                                                        | |
|            | Afryka | Ameryka | Azja | Europa | Oceania |
| XIII wiek  | 1200 Królestwo Mutapa założone w Zimbabwe 1203 Sumaguru Kante z Sosso podbija Imperium Ghany 1250 Mamelucy zdobywają władzę w Egipcie po obaleniu kurdyjskiej dynastii Ajjubidów                         | 1200 Opuszczenie Chichén Itzá 1200 Założenie Cuzco 1200 Ekspansja Chimú | 1211 Czyngis-chan buduje Imperium | 1215 Magna Carta 1260 Otwarcie katedry w Chartres                                                                                 | 1200 Tahitańczycy kolonizują Hawaje |
| XIV wiek   | 1324 Pielgrzymka Mansa Musy do Mekki 1365 Krucjata prowadzona przez króla Cypru plądruje Aleksandrię 1375 Królestwo Songhai odłącza się od Mali                                                          | 1315 Założenie Tenochtitlán 1350 Opuszczenie Grenlandii 1350 Wojna pomiędzy Inkami i Chimú | 1350 Kawa parzona po raz pierwszy 1368 Zhu Yuanzhang wypiera Mongołów                                                                     | 1348 Czarna śmierć 1350 Pojawienie się zjawiska mody w ubiorze                                                                    | 1300 Polinezyjczycy imigrują na Nową Zelandię 1300 Hawajczycy wprowadzają strukturę kastową 1300 Wzniesienie kamiennych posągów na Wyspie Wielkanocnej |
|            | Afryka | Ameryka | Azja | Europa | Oceania |
| XV wiek    | 1483 Diogo Cão nawiązuje kontakt z Królestwem Kongo 1496 Hiszpania opanowuje Melillę w Maroku 1497 Vasco da Gama dociera do Przylądka Dobrej Nadziei                                                     | 1470 Inkowie podbijają imperium Chimú 1428 Aztekowie zdobywają Atzcapotzalco, sprzymierzają się z Texcoco i Tlacopan, stają się dominującym państwem w Meksyku 1492 Odkrycie Ameryki przez Krzysztofa Kolumba | 1407 Rozpoczyna się budowa Zakazanego Miasta 1431 Ayutthaya podbija Angkor 1453 Imperium osmańskie zdobywa Konstantynopol                 | 1413 Opracowanie zasad perspektywy linearnej 1455 Wydrukowanie Biblii Gutenberga (uznane za najważniejsze wydarzenie tysiąclecia) | 1400 Tongijczycy budują centrum ceremonialne w Mu'a |
| XVI wiek   | 1509 Afrykańscy niewolnicy przybywają do Ameryki 1517 Imperium osmańskie zdobywa Egipt 1535 Cesarz Świętego Cesarstwa Rzymskiego Narodu Niemieckiego Karol V zdobywa Tunis                               | 1535 Europejczycy odkrywają tytoń 1537 Europejczycy odkrywają ziemniaki 1545 Odkrycie srebra w Andach | | 1517 95 tez Marcina Lutra 1543 Opublikowanie De humani corporis fabrica 1596 Wynalezienie toalety                                 | 1550 Maorysi z Nowej Zelandii budują ufortyfikowane ogrodzenia                                                                                         |
|            | Afryka | Ameryka | Azja | Europa | Oceania |
| XVII wiek  | 1626 Francja zakłada kolonię na Madagaskarze 1644 Wybuch Mauretańskiej wojny trzydziestoletniej | 1607 Założenie kolonii w Virginii 1624 Wyspa Manhattan kupiona od Indian 1697 Pokonanie Majów przez konkwistadorów                                                                                            | 1610 Herbata rozprzestrzenia się na świecie 1637 Japoński zakaz kontaktów z Europą                                                        | 1603 Pierwsze wystawienie Hamleta 1610 Galileusz publikuje wyniki swoich obserwacji Jowisza 1666 Odkrycie grawitacji              | 1600 Dynastia Tu'i Konokupolu przejmuje władzę w Tonga                                                                                                 |
| XVIII wiek | 1787 Brytyjczycy zakładają kolonię we Freetown dla wyzwolonych niewolników 1799 Odkrycie kamienia z Rosetty                                                                                              | 1742 Bunt Indian przeciwko Hiszpanom w Peru 1776 Deklaracja niepodległości Stanów Zjednoczonych | 1751 Chiny okupują Tybet | 1722 Bach podzielił skalę na 12 równych półtonów 1769 Wynalezienie silnika parowego 1796 Pierwsze szczepienie                     | |
|            | Afryka | Ameryka | Azja | Europa | Oceania |
| XIX wiek   | 1801 USA blokują Trypolis 1869 Otwarcie Kanału Sueskiego 1884 Konferencja Berlińska | 1821 Bolivar wyzwala Wenezuelę 1876 Otwarcie Menlo Park 1876 Pierwsza rozmowa telefoniczna | 1868 Koniec japońskiej izolacji | 1830 Pierwsza kolej parowa 1859 O powstawaniu gatunków 1882 Dowód teorii drobnoustrojów chorobotwórczych                          | 1840 Podpisano Pokój Waitangi 1845 Wojny maoryskie |
| XX wiek    | 1956 Kryzys sueski 1956 Wojna sześciodniowa 1996 Koniec apartheidu | 1903 Pierwszy kontrolowany lot samolotu silnikowego 1908 Ford buduje Model T 1928 Pierwsza transmisja telewizyjna                                                                                             | 1917 Rewolucja rosyjska 1934 Długi Marsz Mao 1945 Atak atomowy na Hiroszimę i Nagasaki                                                    | 1901 Pierwsza transatlantycka transmisja radiowa 1928 Odkrycie penicyliny 1933 Adolf Hitler mianowany Kanclerzem                  | 1915 Australijczycy i Nowozelandczycy biorą udział w kampanii Gallipoli 1985 Ustanowienie Nowej Zelandii strefą wolną od energii atomowej              |

## Wielcy ludzie
Osoby w tej sekcji są podzielone według United Nations geoscheme.
|            | Afryka                                             | Ameryka                                                                                                  | Azja                                           | Europa | Oceania               |
| ---------- | -------------------------------------------------- | --- | ---------------------------------------------- | --- | --------------------- |
| XI wiek    |                                                    | | Shen Kuo Omar Chajjam                          | Wilhelm Zdobywca Bazyli II Bułgarobójca |                       |
| XII wiek   |                                                    | Władcy Inków                                                                                             | Yoritomo Minamoto Bhāskara Acārya Czyngis-chan | Ryszard I Lwie Serce |                       |
| XIII wiek  |                                                    | |                                                | Marco Polo Jan XXII William Wallace Tomasz z Akwinu | Roy Mata              |
| XIV wiek   | Ibn Chaldun                                        | Acamapichtli                                                                                             | Yongle Madhawa Timur                           | Geoffrey Chaucer Guillaume de Machaut Dante Alighieri Jan Hus |                       |
| XV wiek    | Sonni Ali Zara Yaqob                               | Montezuma I                                                                                              | Hongxi Guru Nanak Czand Sulejman Wspaniały     | Mikołaj Kopernik Leonardo da Vinci Johannes Gutenberg Henryk VII Tudor Mehmed II Zdobywca Joanna d’Arc |                       |
|            | Afryka                                             | Ameryka                                                                                                  | Azja                                           | Europa | Oceania               |
| XVI wiek   |                                                    | Squanto                                                                                                  | Xu Guangqi Szahdżahan                          | William Szekspir Henryk VIII Tudor Elżbieta I Tudor Ferdynand Magellan Krzysztof Kolumb Francis Drake Johannes Kepler Michał Anioł Rafael Santi Erazm z Rotterdamu Otto Brunfels Marcin Luter                     | Atahualpa             |
| XVII wiek  |                                                    | Powatan, Pokahontas                                                                                      | Matsuo Bashō                                   | Isaac Newton Otto von Guericke Galileusz Molière Rembrandt Piotr I Wielki Ludwik XIV |                       |
| XVIII wiek | Czaka                                              | Benjamin Franklin Thomas Jefferson George Washington John Adams                                          | Qianlong                                       | Ludwik XVI Napoleon Bonaparte Katarzyna II Wielka Adam Smith Wolfgang Amadeus Mozart Johann Sebastian Bach Antonio Vivaldi Voltaire Johann Wolfgang von Goethe                                                    | Kamehameha I          |
| XIX wiek   |                                                    | Thomas Alva Edison Simón Bolívar Abraham Lincoln                                                         | Cixi Mangal Pandey                             | Charles Darwin Nikola Tesla Alfred Nobel Michael Faraday Wilhelm Röntgen Alexander Graham Bell Maria Skłodowska-Curie Wiktoria Hanowerska Otto von Bismarck Karol Marx Vincent van Gogh Beethoven Fryderyk Chopin | Te Kooti              |
| XX wiek    | Gamal Abdel Naser Nelson Mandela Paul Rusesabagina | Martin Luther King Franklin Delano Roosevelt John F. Kennedy Ronald Reagan George Gershwin Elvis Presley | Mao Zedong Mahatma Gandhi Hirohito             | Albert Einstein Włodzimierz Lenin Józef Stalin Winston Churchill Adolf Hitler Benito Mussolini Igor Strawinski Pablo Picasso Salvador Dalí The Beatles                                                            | Israel Kamakawiwoʻole |

## Wynalazki i odkrycia
| Komunikacja i technologia | Matematyka i nauka | Produkcja                                                                                              | Transport oraz eksploracja kosmosu | Wojna                                                                                            |
| --- | --- | --- | --- | ------------------------------------------------------------------------------------------------ |
| 1. Maszyna drukarska 2. Telegraf 3. Fotografia 4. Telefon 5. Animacja 6. Telewizja 7. Komputer 8. Tranzystor 9. Sztuczny satelita 10. Internet | 1. Rachunek różniczkowy i całkowy 2. Szczepionka 3. Atom 4. Znieczulenie 5. Teoria ewolucji 6. Genetyka 7. Szczególna teoria względności 8. Penicylina 9. DNA 10. Mechanika kwantowa | 1. Konserwa 2. Tworzywa sztuczne 3. Linia produkcyjna 4. Mrożonka 5. Reaktor jądrowy 6. Robot kuchenny | 1. Rower 2. Silnik parowy 3. Turbina parowa 4. Silnik o spalaniu wewnętrznym 5. Parowóz 6. Lotnictwo 7. Program Apollo 8. Wahadłowiec kosmiczny 9. Stacja kosmiczna 10. GPS | 1. Długi łuk 2. Broń palna 3. Okręt podwodny 4. Rakieta 5. Lotniskowiec 6. Broń jądrowa 7. Czołg |